# Хамлет (кратер)
Вижте пояснителната страница за други значения на Хамлет.
Хамлет е най-големият открит кратер на естествения спътник на Уран — Оберон. Диаметърт му е 206 км. Кратерът е кръстен на героя от Шекспировата пиеса Хамлет.